# 제이컵 리스모그

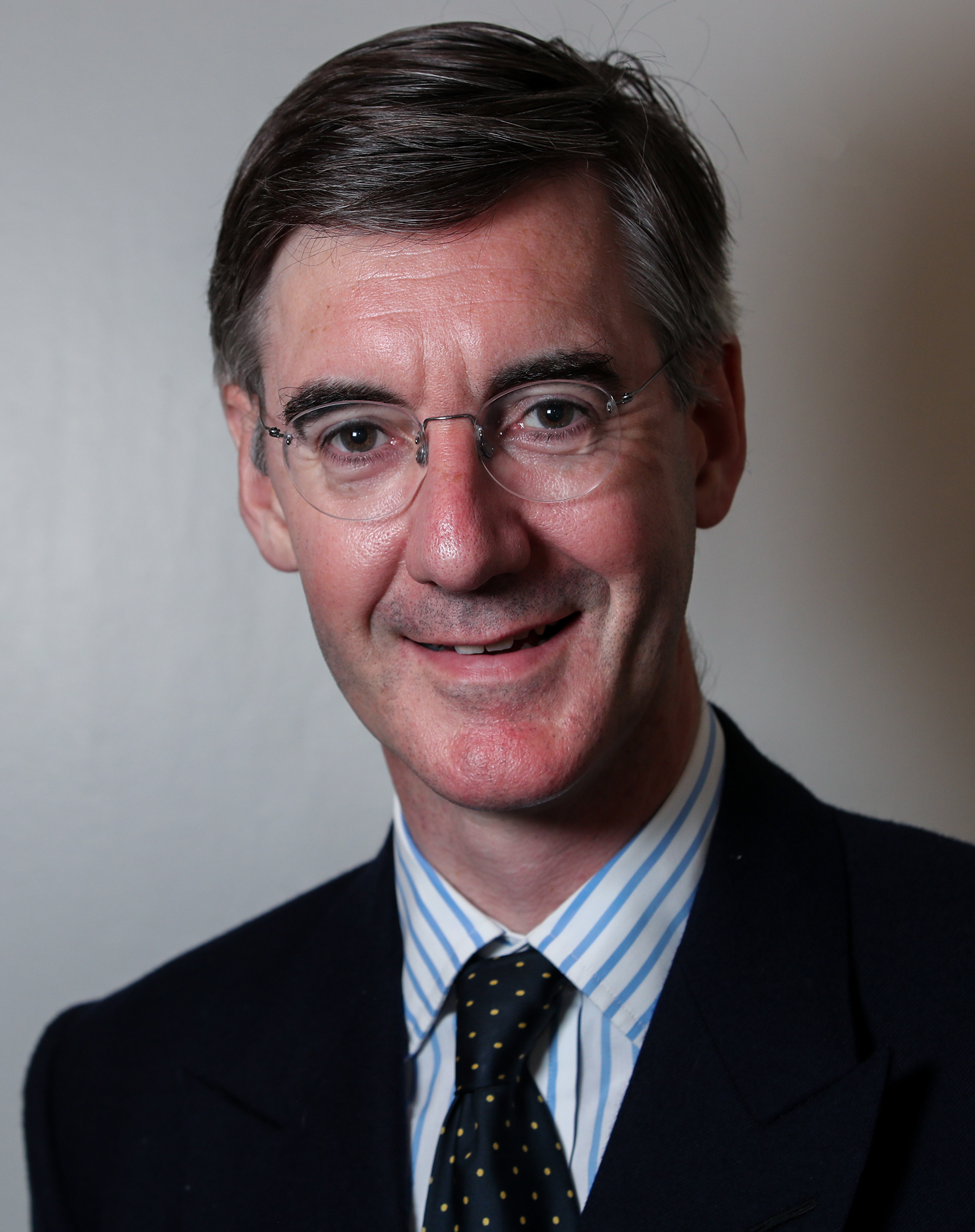
제이컵 리스모그, 2019년

제이컵 리스모그(영어: Jacob Rees-Mogg, 1969년 5월 24일 ~ )는 영국의 정치인으로 2019년 이래 하원의 대표이다. 보수당원으로 2010년부터 노스 이스트 서머세트 선거구의 국회의원을 역임하고 있다.